# モパネワーム
モパネワーム（英語: Mopane worm) は南部アフリカに分布する学名 Gonimbrasia belina で知られるヤママユガ科のガの幼虫。南部アフリカではきわめてポピュラーな高タンパク源の食用昆虫である。

## 名称
標準和名が定まっていないのでモパニ虫、モパニワーム、モパニガなどとも表記される。
モパネワームのモパネはこの幼虫が通常、食樹であるマメ科のモパネの木 Colophospermum mopaneに居るからで、現地での通名はまた異なる。また現地の様々な言語間でも異なる。
南アフリカ共和国では、ソト語やツワナ語でマソンジャ（masonja）、ヴェンダ語でマションジャ（mashonzha）と呼ばれる。
ジンバブエでは、北ンデベレ語でマツィンビ（macimbi）、ショナ語でマドラ（madora）。
学名では Gonimbrasia belina ではなく Imbrasia belina の表記が用いられることがある。

## 分布
南部アフリカのボツワナ、南アフリカ共和国、ザンビア、ジンバブエ、ナミビアに分布する。
モパネワームはモパネの木に対する嗜好性が強いが、基本的に広食性でありモパネの木に限らず他の多くの木も食樹とする。中には他種があまり食樹としないウルシ科のマンゴーまで含まれる。それゆえモパネワームはもっぱらモパネの木の分布に縛られることなく、かなり広大な地域にわたって分布する。

## 生態

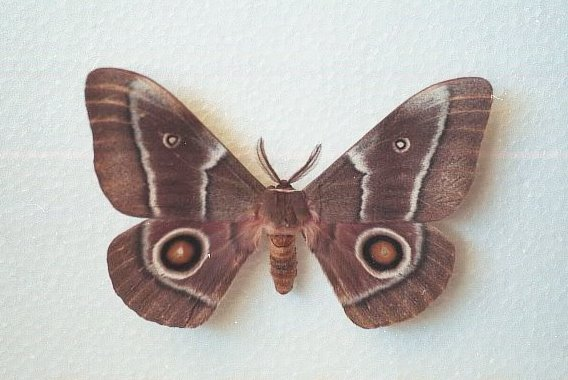
モパネワームの成虫

他のチョウ目同様、卵は食樹に産み付けられ、そこで孵った幼虫は食樹の葉を食べ4回の脱皮を繰り返す。
4度目の脱皮を終えた終齢幼虫がもっとも食べごろとされ、この頃多くが採集される。採集を逃れた個体は食樹を降りて地下に穴を掘り、そこで蛹化する。
6-7か月はサナギの姿で地下で過ごし羽化する。年二化性であり、成虫は5月と12月頃に出現する。他のヤママユガ科のガ同様、本種も口器が退化しているため、成虫の生存期間は3-4日間に過ぎず、この短期間に交尾を済ませ産卵する。
モパネワームが幼虫である期間は他のチョウ目幼虫のそれに比較してかなり短く、ゆえに食樹へ与えるダメージはそれほど大きくない。食樹はほどなくして再生し、それが次世代のモパネワームのエサとなる。他のチョウ目幼虫のように、モパネワームはすこぶる食欲旺盛であり、幼虫期にある間はとにかく休む間もなく食べ続ける。
食物連鎖の下位層にある他の動物同様、モパネワームとその卵はしばしば病原菌やウイルスを含む多くの天敵の犠牲となる。およそ40%以上の個体が、卵の段階でこうした天敵により命を絶たれると考えられている。幼虫もウイルスの感染により高確率で死亡し、個体数の増減に大きく影響する。
しかし幼虫の何よりの天敵は、この虫を捕食する鳥類と人間である。

## 人間との関係

### 食材として
ヤママユガのワーム採取は、主に女性が担っており、一時間で平均 18kg（生の重量）もの量を採取している。モパネワームも、野外で多くの場合女性と子供によって手で採集される。かつてはブッシュに生える木に群れるワームは地主の所有物とは考えられておらず、人家周辺の木に群れるもののみ、その家の主のものという決まりがあった。所有権を証明するために樹の皮を剥いで枝に結んだり、若齢幼虫を家のより近くの木に移動させるローデシアの女性についての描写もある。また、かつては、幼虫がなるべく最高齢に至るまで待つように禁猟する制度が設置されていたが、ワーム採集の商業化でもはや守られなくなっている。
幼虫を採集した後に（尾部を強くつまんで）、内臓を絞り出すが、素手でしごくと白い毛がついていて触れるとかぶれるので、手袋をつけて作業する。伝統的な保存法は日干しまたは燻製で後者だと日持ちが延びる。幼虫は袋詰め（量り売り）にされて各国の市場（マーケット）で売られており、生のまま、またフライなどにして食べられている。なお、ボツワナでは生の幼虫の場合、頭部は食べない傾向がある。
乾燥させることもあるが、これは二種類の下ごしらえ方があって、塩ゆでしたのち天日干しにするか、加熱して煎ってから日干しにする方法である。乾燥したモパネワームは、スナック菓子感覚でそのまま食べられる。
あるいは乾燥ワームを水で戻して料理にする。代表的な料理としては、トマト煮にしてカレー粉で風味付けをし、主食としてはトウモロコシ粥を添えるのが南アフリカなどで定番という。ジンバブエではワームを「マドラ」というが、その料理は、やはりトウモロコシ粥であるサザ（＜ショナ語：sadza）の付け合わせにする。
シンプルな天日干しで塩味の缶詰も販売されるが、トマトと唐辛子煮の缶詰なども北部トランスヴァール地方の工場で製造されている。
肉は黄色く、腸管には虫が食べた葉が乾燥したものが幾分か残っている場合があり、それゆえ茶葉に似た風味がある。なお腸管の内容物は人間に有害とならない。乾燥させたモパネワームそのものにはほとんど味がなく、乾いた木を食べているようだとよく比喩される。

### 農業及び経済に及ぼす効果
モパネワームの採集及びその流通は、南部アフリカに数百万ランドもの経済効果をもたらす産業となっている。茹でたモパネワームの相場は 1kg あたり 3～4.5ドル（1996年頃。ランドは値崩れして当時はR4.5=$1）。
この虫の主な産地はボツワナ、ナミビア、南アフリカ(リンポポ州とムプマランガ州)及びジンバブエで、まだ養殖されていないのでほとんどの場合現地で自然発生した野生の個体が採集されるが、それでもこの地域における経済的に最も重要な昆虫の1種となっており、1990年代には毎年およそ数百トンがボツワナから南アフリカへ輸出された。南アフリカにおける国内消費量はおよそ1,600トン／年にも達し、ボツワナはこの産業に関わることで毎年およそ800万ドルを手にしていると見積もられている。
たった 3kg のモパネの葉から優に1kg のモパネワームが得られることから、モパネワームはかなり効率の良いタンパク源と考えられている。牛と比較した場合、牛は10kgの草からわずか1kgの牛肉しか得られない。しかもこの虫の飼育は低コストで手間がかからず、虫体のタンパク質含有量も高い。

### 採集方法

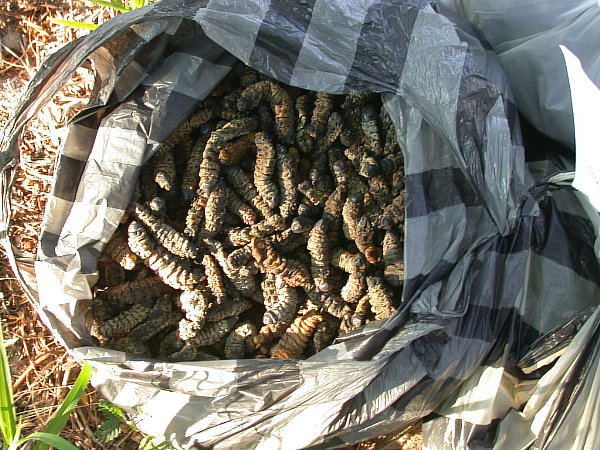
採集されたモパネワーム

かつては、モパネワームは自給自足の生活のもとでの、わずかに得られるタンパク源に過ぎなかった。この虫は発生する時期が決まっており、1年を通して供給可能な食材でもなかったが、近年ではこの虫は、こういったかつての位置付けから脱却しており、現在その採集は産業として育成されつつある。
1950年代以降、特に南アフリカにおいてはモパネワームの採集に産業的手法が適用されてきている。具体的には、何百人もの人々からなる採集人でチームが組まれ、採集された虫は袋詰めされた後に計量され、加工場に送られるようになっている。また虫が発生する土地の所有者は、多額の入場料を採集人から徴収している。こうした産業化は関係者と農民双方の利益にはなるが、しばしば地域社会に損失をもたらしている。というのも、産業化以前には、この虫は重要な食料源であるとともに、地域共同体における貴重な現金収入だったからである。
モパネワームが地方の農村経済における重要な地位を占めてくるようになると、この虫に関わることで現金を得ようとする多くの人々が引き付けられるようになる。これがひいては乱獲につながり、翌年のモパネワーム採集量減少に通ずるので、翌年の発生に影響を与えないまでの最大採集量を、農民と地域共同体との間の合意により毎年決めるようになった地域もある。

### 害虫としての側面

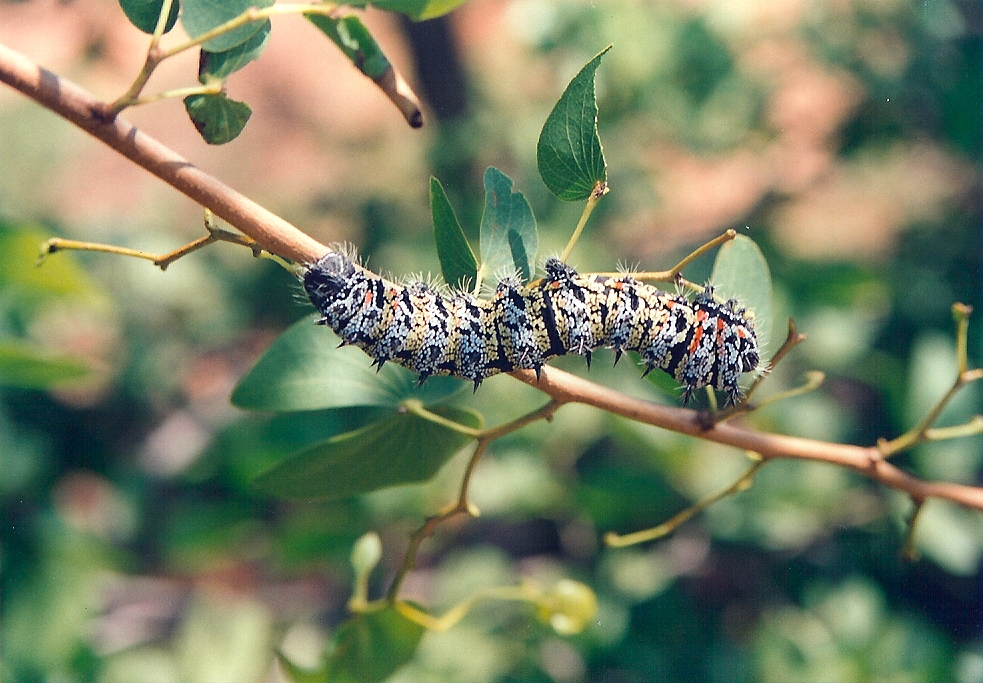
モパネの木についたモパネワーム、ボツワナにて。幼虫の頭部は右。

モパネワームは、一時的とはいえモパネの林を枝だけにしてしまう。時には、木全体の葉の90%を食べ尽すこともある。
モパネの木の葉は、モパネワームの食樹として以上に、この地域で飼育される家畜の重要な飼料ともなっている。ゆえに牧畜業者の中には、モパネワームを害虫とみなして、殺虫剤を使用し根絶を試みる者もある。

### 再生
かつてモパネワームが余りあるほど採集できた地域には、現在乱獲により不作に陥り、その後のモパネワーム産業の継続に適切なアプローチも欠いた地域がある。
こういった地域を再生させるには再移入するしかなく、以下にその具体案を例示する。
ガの成虫が生存しているのはわずかに3-4日間だけだが、この短い期間はこの虫を移植するのにまさにうってつけの機会である。というのも、成虫はこの短い期間に交尾し、卵を産まねばならないからである。この交尾とその後の産卵さえうまくゆけば、おそらくその後毎年のように多数の個体が採集できるといえよう。

### 養殖
カイコと同様に、モパネワームを家畜化するというビジネスも考えられている。この虫の養殖で利益が出るかどうかは、気候変化や干ばつ、はたまた病気といった天然産のものを激減させる諸々の危機とどう折り合いをつけるかにかかっていると言える。最貧困層が関われる程度の小さな規模、なおかつ養殖にかかる生産コストが、天然産の虫を調達するコストと市場で対決できる程度にまで低減できるかが鍵といえる。

## 図像・映像作品
ボツワナの5プラ貨幣にモパネワームの画があしらわれている。
『The Elephant, the Emperor and the Butterfly Tree』（BBC製作ドキュメンタリー映画、2003年映画）があるが、邦題「ゾウと皇帝蛾とモパニの木」で放映されている。